# 四方山 (宮城県)
四方山（しほうざん）は、宮城県の県南、角田市・亘理町・山元町の1市2町にまたがる標高272mの山。阿武隈高地の一角を占める。
山頂は第二次世界大戦中には高射砲の砲台が置かれていた所で、頂上の展望台からは360°見渡せ、東に太平洋、西に蔵王連峰、南に阿武隈高地、北には仙台平野のパノラマが広がっている。「みやぎ蔵王三十六景」の一つ。

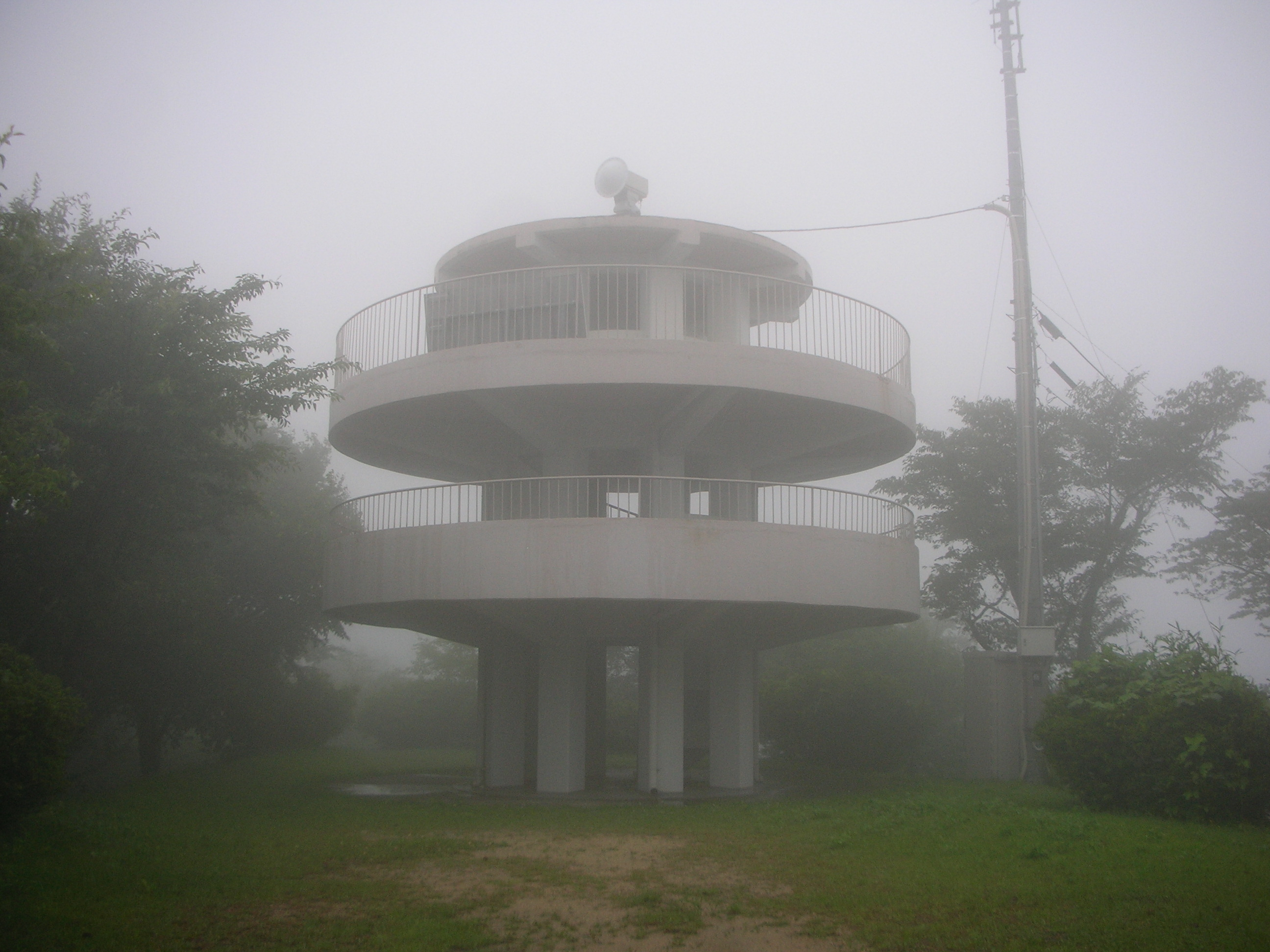
四方山・亘理町・角田市・山元町